# Svetozar Koljević
Svetozar Koljević, serbisch Светозар Кољевић (* 9. September 1930 in Banja Luka, Königreich Jugoslawien; † 29. Mai 2016 in Novi Sad, Serbien), war ein serbischer Literaturwissenschaftler. Koljevićs ursprüngliches Fachgebiet bildete die vergleichende Literaturwissenschaft, insbesondere jedoch die Englische Literaturgeschichte von der Altenglischen Literatur über die Elisabethanische Epoche bis zur Neuzeit. Daneben wirkte er in seiner wissenschaftlichen und literaturkritischen Arbeit in den Bereichen der serbo-kroatischen Literatur sowie oral tradierter Volksliedtradtitionen in der serbo-kroatischen epischen Dichtung, für die er im angelsächsischen Sprachraum ein Standardwerk veröffentlichte. Sein Hauptwerk als Herausgeber war eine 25-bändige Moderna Srpska Prosa (Moderne Serbische Prosa), dessen Autograf er 1992 dem Verlag Svjetlost in Sarajewo übergeben hatte, das aufgrund des Krieges in Bosnien und der Herzegowina aber nicht veröffentlicht wurde.

## Akademische Stellungen
Koljević war ständiges Mitglied der Serbischen Akademie und von 2007 Mitglied des Präsidiums der Serbischen Akademie. Von 1971 bis 1992 war er Professor der Philosophischen Fakultät Sarajewo, von 1992 bis 1995 in Novi Sad. Von 2003 bis zu seinem Tod hatte er die Stellung als Vizepräsident der Kommission für Publizistik an der Zweigstelle der Serbischen Akademie der Wissenschaften und Künste in Novi Sad inne.

### Werdegang
Seine Schulzeit absolvierte Koljević in Banja Luka, Belgrad und Požarevac. Das Gymnasium beendete er 1949 in Banja Luka. Das Anglistikstudium mit englischer Literaturgeschichte und jugoslawischer Literaturgeschichte schloss er 1954 in Zagreb und Belgrad ab. 1955–1957 war er in England und verteidigte seine Magistratur in Cambridge 1957. 1959 legte er an der Philosophischen Fakultät Zagreb sein Doktorat über Aldous Huxley ab (Misaona i literarna pozadina Huxleyevih romana ideja). 1958–1960 war er Assistent an der Philosophischen Fakultät Sarajewo, 1960–1966 daselbst Dozent, 1966–1972 außerordentlicher Professor, seit 1972 ordentlicher Professor für Englische Literatur. 1963/64 leitete Koljević Postdiplom Studien der englischen und jugoslawischen Literatur an der Universität Indiana, Bloomington. Nach seiner Emeritierung 1995 unterrichtete er in Nikšić, Banjala Luka, Istočno Sarajevo und Belgrad Englische Literatur.

## Werk
Besondere internationale Aufmerksamkeit gilt Koljevićs überarbeiteter englischer Ausgabe der 1974 in Jugoslawien zuerst auf Serbokroatisch herausgebrachten literaturkritischen Analyse zur serbo-kroatischen Heldenepik – The Epic in the making. Hierin werden die wesentlichen Aspekte der Entstehung der oral tradierten Epischen Dichtung bei den Südslawen der Balkanhalbinsel, ihren Hintergründen in der soziokulturellen patriarchalischen Ordnung, Themen, Symbolik und Vermittlung sowie der Einfluss Vuk Karadžićs-Volksliedsammlung auf die Volksliedforschung und literarische Rezeption im Zeitalter der Romantik unter den Dichtern Mittel- und Westeuropas behandelt (Wolfgang Goethe, Jakob Grimm, Walter Scott, Prosper Mérimée, Talvj).
Er schrieb auch das Vorwort zur englischen Übersetzung der Heldenlieder des Marko Kraljević durch Anne Pennington und dem ehemaligen Professor für Dichtkunst in Oxford Peter Levi.
Koljević übersetzte zudem englische Literatur ins Serbokroatische (A. B. Guthrie Junior, Henry James, Joyce Cary) sowie serbokroatische Literatur ins Englische.

## Familie
Svetozars Vater war ein wohlhabender Kaufmann in Banja Luka. Nach Hitlers Angriff auf Jugoslawien 1941 wurde dieser von der pro-faschistischen kroatischen Ustaša Organisation interniert. Nach seiner Freilassung floh er mit seiner Familie nach Belgrad. Svetozars Bruder Nikola Koljević (1936–1997), ein bekannter Shakespeare-Forscher, war während des Bosnienkrieges Vizepräsident der Republika Srpska. Er starb am 25. Januar 1997 nach einem am 16. Januar versuchten Selbstmord. Anders als Nikola blieb Svetozar auch während der Jugoslawienkriege unpolitisch, wie er dies auch der New York Times im Juli 1992 im bürgerkriegsversehrten Sarajewo mitteilte.

## Tod
Svetozar Koljević starb unerwartet am 29. Mai 2016 in Novi Sad. So arbeitete Koljević noch bis zuletzt mit dem Dramatiker Ljubomir Simović an der von der SANU vorbereiteten Feier zum Shakespeare-Jubiläum, war als Vizepräsident des Herausgeberrates der SANU aktiv und leitete des Legat Branko Ćopićs. Der Dichter Matija Bećković sagte, dass die Nachricht vom Tode im Falle von Svetozar Koljević für ihn unfassbar sei: ein noch bis gestern so aktiver und kreativer Mensch, soll jetzt schon auf der anderen Welt sein.
Beileidstelegramme erreichten die Familie Koljević durch den Präsidenten der Republika Srpska Milorad Dodik, der Premierministerin der Republika Srpska Željka Cvijanović, dem Präsidenten des Parlaments der Republika Srpska Nedeljko Čubrilović sowie dem serbischen Vertreter des Bosnischen Präsidiums Mladen Ivanić.

## Bibliografie
- Trijumf inteligencije: ogledi o novijem anglosaksonskom romanu, Prosveta, Beograd (1963)
- Humor i mit, Nolit, Beograd (1968)
- Naš junački ep, Nolit, Beograd (1974)
- Putevi riječi, Svjetlost (Biblioteka suvremenici), Sarajevo (1978)
- The Epic in the Making, Clarendon Press, Oxford (1980) (Überarbeitete englische Fassung von Naš junački ep)
- Viđenja i snoviđenja, Veselin Masleša (Suvremena domaća književnost), Sarajevo (1986)
- Hirove romana, Svjetlost (Biblioteka suvremenici), Sarajevo (1988)
- Po bijelom svijetu: zapisi i sjećanja, MS (Biblioteka Danas), Novi Sad (1997) – Autobiografische Erinnerungen
- Postanje epa, SANU, Organak u Novom Sadu, Novi Sad (1998)
- Njegoš u engleskoj i američkoj kulturi, Oktoih (Biblioteka Njegoš), Podgorica (1999)
- Englesko-srpski rječnik, Prosveta, Beograd (2002)
- Engleski pjesnici dvadesetog stoljeća (1914-1918): Od Vilfreda Owena do Filipa Larkina, Zavod za udžbenike i nastavna sredstva, Beograd (2002)
- Engleski romansijeri dvadesetog stoljeća (1914-1960): Od Jamesa Joycea do Williama Goldinga, Zavod za udžbenike i nastavna sredstva, Beograd (2003)
- Vječna zbilja: Odjeci usmene u pisanoj književnosti, Zavod za udžbenike i nastavna sredstva, Beograd (2005)
- Babilonski izazovi: o susretima različitih kultura u književnosti, Matica srpska, Novi Sad (2007)
- Odjeci riječi, Službeni glasnik, Beograd (2009)

## Weblink
- SANU – Serbische Akademie Biografische Informationen